# Falaise (Ardennes)
Falaise település Franciaországban, Ardennes megyében. Lakosainak száma 342 fő (2022. január 1.). Falaise La Croix-aux-Bois, Longwé, Olizy-Primat, Savigny-sur-Aisne és Vouziers községekkel határos.

## Népesség
A település népességének változása:
| Lakosok száma | 306  | 253  | 326  | 342  | 325  | 324  | 331  | 336  | 340  | 342  |
|               | 1968 | 1982 | 1990 | 2006 | 2013 | 2015 | 2017 | 2019 | 2020 | 2022 |